# Épopée d'Erra
L'Épopée d'Erra (ou Erra et Ishum) est un récit mythologique mésopotamien. Il date de la première moitié du Ier millénaire av. J.-C. (IXe ou VIIIe siècles). Il a été rédigé par un prêtre de l'Esagil, le temple de Marduk à Babylone, du nom de Kabti-ilâni-Marduk, qui aurait reçu le récit au cours d'un rêve. Il se compose de cinq tablettes.

## Contenu
Le personnage principal est Erra, divinité de la guerre destructrice, assimilée à Nergal, dieu des Enfers. Le récit commence par le réveil d'Erra après un long sommeil par son vizir Ishum. Le dieu est alors pressé par ses « lieutenants », qui sont des démons maléfiques, et qui veulent tourmenter l'espèce humaine. Mais pour accomplir cela, Erra doit éloigner Marduk, le roi des dieux. Profitant du départ de Marduk hors des murs de sa cité pour un voyage chez son père Ea, dans son palais des Abîmes, Erra peut agir, et il décide de semer le désordre en poussant les habitants de Babylone à la révolte. La ville est alors mise à feu et à sang, avant qu'Erra n'aille chez le roi de la cité, pour le pousser à massacrer ses sujets :
« Tu as changé ta nature divine pour te faire semblable aux hommes. Tu as endossé tes armes et tu es entré dans Babylone...Les habitants de Babylone qui, comme les roseaux des cannaies, n'ont pas de surveillant, se sont, tous, à toi ralliés. Celui qui ne connaissait pas les armes, son glaive est dégaîné, celui qui ignorait les traits, son arc a la flèche encochée, celui qui ignorait la bataille engage le combat, celui qui ne pratiquait pas la force vole comme un oiseau, le boiteux dépasse le véloce, le débile surpasse le fort... ». (...)

Tu as laissé la ville, tu es sorti au dehors, tu t'es fait les traits d'un lion et tu es entré au Palais. En te voyant, les troupes ont endossé leurs armes, et du gouverneur, vengeur (pourtant) de Babylone, le cœur flamba de colère. Comme pour razzier des ennemis, il donne des ordres à son armée, au chef de (ses) troupes il fait concevoir le mal : « Homme, dans cette ville où je t'envoie, ne crains dieu ni ne redoute personne ; petits et grands, fais-les tous mettre à mort ; des enfants même tétant le lait, n'en épargne aucun, et, toi, emporte en butin les biens accumulés de Babylone !» L'armée du roi se rassembla et entra dans la ville. » (IV 1-11 + 20-31)
Revenant dans ce tumulte, Marduk se lamente devant sa ville et ses sujets devenus fous furieux, et se retire. La fureur d'Erra est apaisée par son vizir Ishum, qui parvient à le faire revenir à la raison. Tout revient alors dans l'ordre, et Marduk retrouve sa ville, et reprend sa place de roi des dieux.
Ce texte a servi à expliquer pourquoi la ville sacrée de Babylone, pourtant siège de la royauté du plus grand des dieux, a été accablée par autant de malheurs au début du Ier millénaire, en particulier les attaques des tribus araméennes installées en Babylonie, et donc abandonnée des dieux. Le retour du dieu signifie le retour à la vie normale, au calme et à la prospérité. Cette interprétation dominante a toutefois été remise en cause par M. G. Masetti-Rouault, qui propose de voir dans l'Épopée d'Érra une œuvre de propagande néo-assyrienne du temps d'Essarhaddon, visant à expliquer la reconstruction de la ville de Babylone après sa destruction par son propre père, Sennachérib. 